# Fondation Hirschfeld-Eddy
Pour les articles homonymes, voir Hirschfeld.
 (décembre 2017).
La Fondation Hirschfeld-Eddy (Hirschfeld-Eddy-Stiftung) a été créée en juin 2007 à Berlin. Les droits de l'Homme pour les LGBT (Lesbiennes, Gays, Bisexuels et Transgenres) sont le cœur de sa mission.

## Histoire
Fondée sur une initiative de la Fédération des Gays et Lesbiennes en Allemagne (LSVD) qui est une des trois organisations gays et lesbiennes auxquelles les Nations unies ont octroyé en 2006 le statut d´organisation consultative auprès du Conseil économique et social des Nations unies (ECOSOC). Le LSVD apporte un soutien administratif et d’organisation à la Fondation.

## Mission
La mission de la fondation est de promouvoir le respect des droits de l'homme des personnes lesbiennes, gays, bisexuelles et transgenres, de contribuer aux actions internationales sur les droits de l´Homme, de fournir un soutien actif aux défenseurs des droits de l´Homme, de favoriser la prise de conscience sur ces droits ainsi que de lutter contre les préjugés.

## Le Nom
Le nom de la fondation rappelle deux personnalités qui ont compté dans la lutte mondiale pour les droits de l´Homme des personnes LGBT : Le Dr Magnus Hirschfeld (1868-1935), médecin allemand, sexologue et militant dans les mouvements pour les droits civils et FannyAnn Eddy (1974-2004), la célèbre militante lesbienne pour les droits de l´Homme au Sierra Leone, qui a été assassinée en 2004.

## Membres fondateurs du Comité International
- Boris Balanetkii, Directeur du Centre d´information GenderDoc-M, Moldavie;
- Gloria Careaga, El Closet de Sor Juana, Membre du directoire ILGA pour le Mexique et l´Amérique latine, Faculté de Psychologie de L´Université nationale autonome du Mexique (UNAM);
- Rosanna Flamer-Caldera, Directeur exécutif, Equal Ground, Sri Lanka et Co-secrétaire générale de l´Association internationale lesbienne et gay ILGA (International Lesbian and Gay Association)[1];
- Muhsin Hendricks,  The Inner Circle, Afrique du Sud, le premier Imam ouvertement Gay;
- Joey Matale, ANZAPI (Aotearoa/Nouvelle-Zélande, Australie and Iles du Pacifique) membre du directoire de l´ILGA, Tonga Leiti’s Association-Association Leiti du Tonga;
- Juliet Victor Mukasa, SMUG (Minorités sexuelles de l´Ouganda);
- Dede Oetomo, Gaya Nusantara, Indonésie, Fondateur et Directeur;
- Arsham Parsi, Directeur Exécutif, IRQO (Iranian Queer Organization- Organisation Iranienne LGBT);
- Carlos Perera, Equal Ground Pacific, Fidji;
- Belissa Andía Pérez, Instituto Runa –Institut Runa, Pérou,  Secrétariat Trans de l´ILGA;
- Toni Reis, Président de l´ABGLT (Associação Brasileira de Gays, Lésbicas e Transgêneros – Fédération Brésilienne LGBT).

## Liens
- La Fondation Hirschfeld-Eddy